# 金蔵寺 (江戸川区)
金蔵寺（こんぞうじ）は、東京都江戸川区にある浄土宗の寺院。

## 歴史
応永年間（1394年 - 1428年）、魁誉覚願によって開山された。
魁誉覚願は、増上寺を実質的に創建した聖聡の下で出家した僧侶で、当地に草庵を結んだのが当寺の起源である。その後、1450年（宝徳2年）に第6世住職龍誉白道が、寺院として整備した。山号が「宝徳山」なのは、時の元号に由来している。
江戸時代は、増上寺の末寺であり、葛西・行徳地区における浄土宗の触頭であった。

## 文化財
- 木造阿弥陀如来立像 - 江戸川区指定有形文化財・彫刻、平成9年12月24日告示[3]

## 交通アクセス
- 瑞江駅より徒歩16分（経路案内）。